# Phyllophaga sacoma
Phyllophaga sacoma är en skalbaggsart som beskrevs av Henry J. Reinhard 1939. Phyllophaga sacoma ingår i släktet Phyllophaga och familjen Melolonthidae. Inga underarter finns listade i Catalogue of Life.